# Fausta Morganti
Fausta Simona Morganti, 22 augusti 1944 – 2 februari 2021, var en sanmarinsk politiker och tidigare statschef. 
Morganti inledde sitt politiska arbete inom det kommunistiska partiet, men blev senare medlem i Partito dei Socialisti e dei Democratici, PSD.
När hon 1974 blev invald till San Marinos Stora och allmänna råd var hon bland de första kvinnliga parlamentarikerna i landet. Under sin politiska karriär på 1980-talet fokuserade hon starkt på att grunda ett sanmarinskt universitet (som blev Republiken San Marinos universitet).
År 2006 meddelade Morganti att hon tänkte lämna politiken, eftersom hon var nöjd med det hon uppnått och hade innehaft republikens högsta ämbete: regerande kapten..
Morganti, som till yrket var språklärare, avled den 2 februari 2021 efter att ha blivit smittad av coronaviruset. En minnesstund hölls den 6 februari. Morgantis 98-åriga mor avled samma dag..